# Kreis Ribnitz-Damgarten

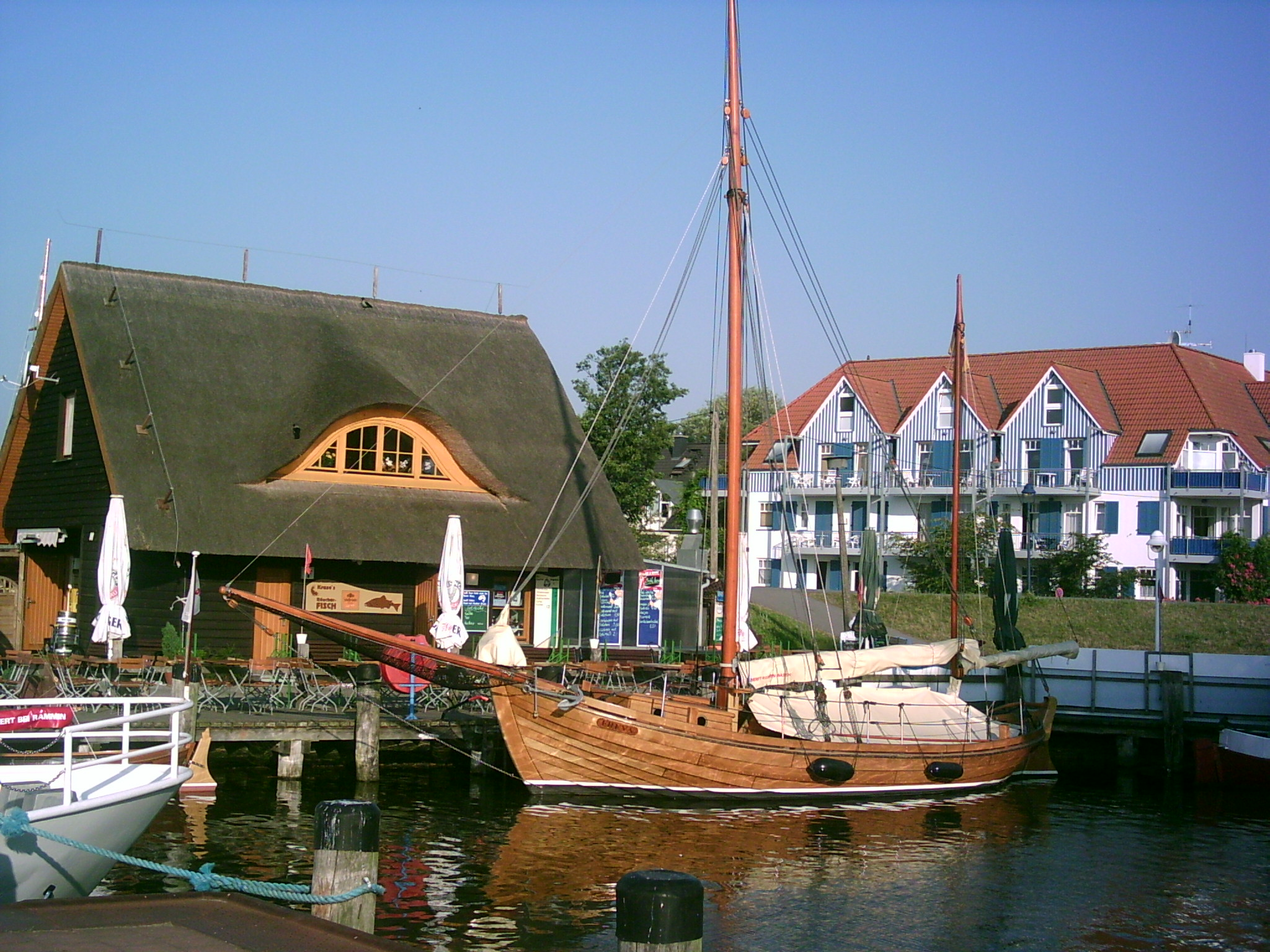
Hafen von Zingst

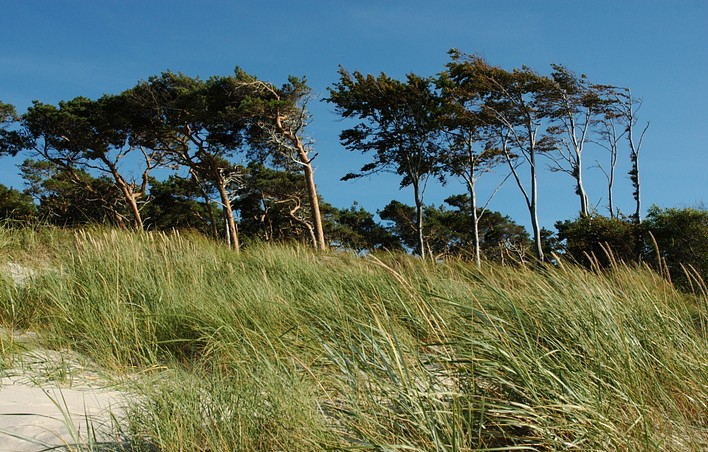
Windflüchter auf der Halbinsel Darß

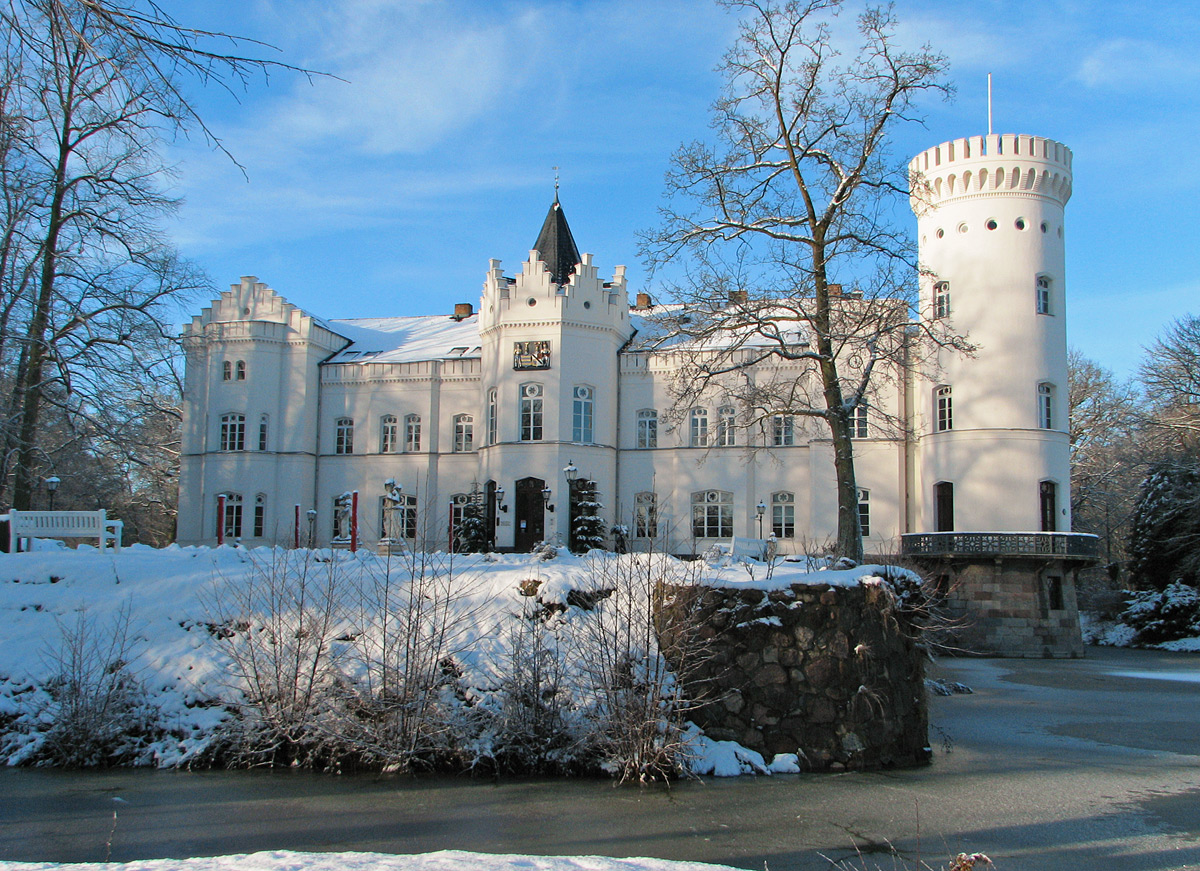
Schloss Schlemmin

Der Kreis Ribnitz-Damgarten war ein Kreis im Bezirk Rostock in der DDR. Ab dem 17. Mai 1990 bestand er als Landkreis Ribnitz-Damgarten fort. Sein Gebiet gehört heute zum Landkreis Vorpommern-Rügen in Mecklenburg-Vorpommern. Der Sitz der Kreisverwaltung befand sich in Ribnitz-Damgarten.

## Geografie

### Lage
Der Kreis Ribnitz-Damgarten mit einer Ostsee-Außenküste von etwa 60 Kilometern Länge umschloss die Gebiete an den Unterläufen der Flüsse Recknitz und Barthe, die Halbinselkette Fischland-Darß-Zingst und die Boddengewässer zwischen den Halbinseln und dem Festland, das überwiegend aus flachem oder nur leicht hügeligem Gelände bestand (höchster Punkt: 55 m ü. NN im Südwesten des Kreises).

### Größe und Einwohnerzahl
Der Kreis hatte eine Fläche von 942 km². Das waren 13,3 % der Fläche des Bezirks Rostock.
Im Kreis lebten im Jahr 1985 etwa 66.400 Einwohner. Das waren 7,4 % der Einwohner des Bezirks. Seine Bevölkerungsdichte betrug 70 Einwohner je km².

### Nachbarkreise
Der Kreis Ribnitz-Damgarten im Zentrum des Bezirkes Rostock grenzte im Südwesten an den Kreis Rostock-Land, im Süden an den Kreis Teterow, im Südosten an den Kreis Grimmen sowie im Osten an den Kreis Stralsund.

## Geschichte
Der aus vorpommerschen und mecklenburgischen Gebieten bestehende Kreis entstand am 25. Juli 1952 aus Teilen der alten Landkreise Rostock westlich und Franzburg-Barth (seit 1946 als Landkreis Stralsund bezeichnet) östlich der Recknitz und gehörte nach der Auflösung der Länder dem neu gebildeten Bezirk Rostock an. Am 1. Januar 1956 wechselten die Gemeinden Altenhagen und Weitenhagen aus dem Kreis Ribnitz-Damgarten in den Kreis Stralsund-Land.
Der Kreis kam am 3. Oktober 1990 in das neu gegründete Land Mecklenburg-Vorpommern innerhalb des Beitrittsgebietes zur Bundesrepublik Deutschland. Am 12. Juni 1994 wurde der Kreis (seit dem 17. Mai 1990 als Landkreis bezeichnet) aufgelöst und bildete seither zusammen mit den ebenfalls aufgelösten Landkreisen Stralsund und Grimmen bis zur Kreisgebietsreform 2011 den Landkreis Nordvorpommern.

## Wirtschaft und Infrastruktur
Im Kreis Ribnitz-Damgarten dominierte der Fremdenverkehr, insbesondere in der Sommersaison an den Stränden der Ostsee und der Boddengewässer. Die landwirtschaftlichen Erzeugnisse des „Hinterlandes“ wurden zu einem großen Teil in den Städten des Kreises verarbeitet, die Fänge der Fischereigenossenschaften in Barth und Ribnitz-Damgarten. Als größter Industriebetrieb im Kreis galt das Faserplattenwerk in der Kreisstadt Ribnitz-Damgarten. Im Gebiet des Kreises lag auch das sozialistische „Vorzeigedorf“  Trinwillershagen mit seiner LPG „Rotes Banner“.
Die Hauptverkehrsachse im Kreis war die Fernverkehrsstraße 105 von Rostock nach Stralsund sowie die parallel verlaufende Bahnlinie. Von großer Bedeutung für den Tourismus waren die Verbindungsstraßen zu den Ostseebädern inklusive der Meiningenbrücke. Die Nebenbahnen Velgast-Barth und Velgast-Tribsees waren von untergeordneter bzw. saisonaler Bedeutung.

## Städte und Gemeinden
Der Landkreis Ribnitz-Damgarten umfasste am 3. Oktober 1990 die folgenden Gemeinden:
| - Ahrenshagen - Ahrenshoop - Allerstorf - Bad Sülze, Stadt - Bartelshagen I b. Ribnitz-D. - Bartelshagen II b. Barth - Barth, Stadt - Böhlendorf - Born a. Darß - Breesen - Brünkendorf - Carlsruhe - Daskow - Dettmannsdorf | - Dierhagen - Divitz - Dudendorf - Eixen - Fuhlendorf - Gresenhorst - Kavelsdorf - Kenz - Klockenhagen - Kuhlrade - Küstrow - Langsdorf - Löbnitz - Lüdershagen | - Marlow, Stadt - Prerow - Pruchten - Ravenhorst - Ribnitz-Damgarten, Stadt - Saal - Schlemmin - Schulenberg - Semlow - Spoldershagen - Trinwillershagen - Wieck a. Darß - Wustrow - Zingst |

Ehemalige Gemeinden
- Alt Guthendorf, am 1. Januar 1960 zu Marlow
- Altenhagen, am 1. Januar 1956 zum Kreis Stralsund-Land
- Bodstedt, am 1. Januar 1974 zu Fuhlendorf
- Bresewitz, am 1. Januar 1974 zu Pruchten
- Brunstorf, am 1. April 1959 zu Marlow
- Dammerstorf, am 20. Juni 1957 zu Dettmannsdorf
- Dändorf, am 1. Januar 1964 zu Dierhagen
- Dänschenburg, am 1. Januar 1974 zu Gresenhorst
- Gruel, am 1. Juli 1961 zu Ahrenshagen
- Hermannshagen Heide, am 1. Juli 1961 zu Hermannshof
- Hermannshof, am 1. Januar 1974 zu Bartelshagen II
- Hirschburg, am 1. Januar 1974 zu Ribnitz-Damgarten
- Jahnkendorf, am 1. April 1959 zu Allerstorf
- Kloster Wulfshagen, am 1. Januar 1960 zu Brünkendorf
- Kückenshagen, am 1. Januar 1974 zu Saal
- Langenhanshagen, am 1. April 1959 zu Trinwillershagen
- Lendershagen, am 1. Juli 1961 zu Velgast, Kreis Stralsund-Land
- Michaelsdorf, am 1. Oktober 1961 zu Fuhlendorf
- Müggenburg, am 20. Juni 1957 zu Sundische Wiese
- Neuendorf, am 1. Januar 1974 zu Saal
- Poppendorf, am 1. April 1959 zu Allerstorf
- Redebas, am 1. Januar 1974 zu Löbnitz
- Saatel, am 1. Januar 1974 zu Löbnitz
- Sundische Wiese, am 1. Juli 1960 zu Zingst
- Tempel, am 1. Januar 1974 zu Ribnitz-Damgarten
- Tressentin, am 1. Juli 1961 zu Allerstorf
- Völkshagen, am 1. Januar 1974 zu Gresenhorst
- Weitenhagen, am 1. Januar 1956 zum Kreis Stralsund-Land
- Wiepkenhagen, am 1. April 1959 zu Trinwillershagen

## Kfz-Kennzeichen
Den Kraftfahrzeugen (mit Ausnahme der Motorräder) und Anhängern wurden von etwa 1974 bis Ende 1990 dreibuchstabige Unterscheidungszeichen, die mit den Buchstabenpaaren AF und AG begannen, zugewiesen. Die letzte für Motorräder genutzte Kennzeichenserie war AX 50-01 bis AX 99-99.
Anfang 1991 erhielt der Landkreis das Unterscheidungszeichen RDG. Es wurde bis zum 11. Juni 1994 ausgegeben. Seit dem 15. März 2013 ist es im Landkreis Vorpommern-Rügen erhältlich.
|  |  |  |